# Krankenhausrevision
Die Krankenhausrevision ist die interne Revision eines Krankenhauses und unterstützt die Leitung des Krankenhauses bei deren Verpflichtung, die Ordnungsmäßigkeit des gesamten Geschäftsablaufs durch zweckmäßige Kontrollen sicherzustellen. Sie erbringt unabhängige und objektive Prüfungs- und Beratungsleistungen, die darauf gerichtet sind, Mehrwerte zu schaffen und Geschäftsprozesse zu verbessern.
Eine weitere Aufgabe der Internen Revision ist es, die Wirtschaftlichkeit der Prozesse sicherzustellen.

## Aufgaben der Innenrevision im Krankenhaus
In einem modernen Verständnis hat sich das Aufgabenspektrum einer Internen Revision gewandelt. Waren früher die reinen Ordnungsmäßigkeitsprüfungen Haupttätigkeit, hat die moderne Interne Revision vielfältige Aufgaben übernommen, die bis hin zu einer Beratung der Manager und der Geschäftsführung gehen. Ordnungsmäßigkeit – neudeutsch Compliance – darf auch heute nicht unterschätzt werden; es gibt daneben aber auch ganz andere und nicht minder wichtige Aufgaben:
- Überwachung der Rechenschaftslegung und Sicherheit bezüglich des Krankenhausvermögens
- Optimierung von Prozessen hinsichtlich der Kosten und der Kontrollen
- Überwachung der Informationssysteme und ihrer Sicherheit
- Überwachung des Risikomanagementsystems
- Überwachung der Leistung des Personals hinsichtlich Qualität und Quantität.
- Wirtschaftlichkeitsberechnungen der leistungserbringenden Prozesse sowie sonstiger Erlösbereiche.

## Zentrale Qualitätskriterien
Eine wesentliche Anforderung an die Interne Revision ist die Unabhängigkeit von den krankenhausinternen Abläufen. Das bedeutet aber gleichzeitig eine Absage an ein Arbeitsmodell, das Revisionsaufgaben durch Abteilungen wie das Controlling oder das Rechnungswesen erledigen lässt. Hier ist eine Unabhängigkeit nicht zu erwarten; die Unabhängigkeit stellt aber ein zentrales Qualitätskriterium dar.
Objektive Beurteilungen kann eine Interne Revision dann erbringen, wenn sie in der Urteilsbildung nicht beeinflusst wird. Dies gilt immer dann, wenn sie in der Organisation des Krankenhauses so eingegliedert ist, dass sie durch funktional Verantwortliche in ihrer Tätigkeit nicht beeinflusst werden kann. Eine Einordnung etwa im Finanzwesen scheidet aus diesem Grund aus; es empfiehlt sich vielmehr, die Interne Revision der Geschäftsführung direkt zu unterstellen.
Die Interne Revision übernimmt eine wesentliche Funktion zur Unterstützung der Krankenhausleitung bei der Erfüllung der ihr obliegenden Kontrollpflicht. Zudem leistet die Interne Revision einen bedeutenden Beitrag zur Verbesserung der Wettbewerbsfähigkeit, einem Spannungsfeld, dem diese Branche durch den aktuellen Wandel von staatlicher Daseinsvorsorge und marktlicher Steuerung ausgesetzt ist.

## Compliance im Krankenhaus
Corporate Governance bezeichnet ein System der guten Unternehmensführung, das ein Unternehmen und damit auch ein Krankenhaus in die Lage versetzt, einen für sich zweckmäßigen Ordnungsrahmen für seine Leitung und Überwachung zu etablieren. Corporate Compliance dagegen ist die Pflicht der Unternehmensorgane und der Beschäftigten, sich an Gesetze und interne Vorschriften zu halten, sich also einem umfassenden Legalitätsprinzip zu verpflichten.
Die Gestaltung der Aufbau- und Ablauforganisation des Unternehmens, und damit auch die der Complianceorganisation oder -prozesse, liegt in der Verantwortung der Krankenhausleitung bzw. des Vorstands. Diese haben sich dabei von allgemeinen rechtlichen Regelungen wie auch von den Leitsätzen der Rechtsprechung leiten zu lassen, damit sie den Sorgfaltspflichten eines ordentlichen Kaufmanns nachkommen.
Weil diese Sorgfaltspflichten aber häufig zu wenig konkret sind, um in der Praxis eine wirkliche Anleitung geben zu können, muss unter Abwägung der jeweiligen Chancen und Risiken eine passende Complianceorganisation für das eigene Haus gewählt werden.
Es ist wichtig zu verstehen, dass Compliance im Krankenhaus kein neues, unbekanntes Schlagwort darstellt. Die Einhaltung von Gesetzen sollte selbstverständlich sein, aber auch Vorschriften, die im Rahmen des originären Leistungserstellungsprozesses eines Krankenhauses eine wichtige Rolle für das Wohlergehen der Patienten spielen, müssen eingehalten werden. Über den Rechtsbereich hinausgehend gibt es eine Fülle an Vorschriften, die Schutzzwecke erfüllen.

## DIIR-Arbeitskreis
Der Berufsverband der Revisoren in Deutschland, das DIIR – Deutsches Institut für Interne Revision – unterhält auch den Arbeitskreis Interne Revision im Krankenhaus, der Revisoren von Kliniken aus Deutschland und Österreich zum Austausch branchenspezifischer Revisionsfragen offensteht.